# Calothyriopsis conferta
Calothyriopsis conferta är en svampart som först beskrevs av Ferdinand Theissen, och fick sitt nu gällande namn av Franz Xaver von Höhnel 1919. Calothyriopsis conferta ingår i släktet Calothyriopsis och familjen Microthyriaceae.   Inga underarter finns listade i Catalogue of Life.